# Liste von Friedhofskapellen in Magdeburg
Dies ist eine Liste von Friedhofskapellen in Magdeburg. Sie erhebt keinen Anspruch auf Vollständigkeit.
- Friedhofskapelle Salbke
- Friedhofskapelle des Neuen Sudenburger Friedhofs
- Friedhofskapelle des Ostfriedhofes Magdeburg
- Friedhofskapelle des Südfriedhofes Magdeburg
- Friedhofskapelle des Westfriedhofes Magdeburg
- Friedhofskapelle Neustadt (Magdeburg)